# 特蕾西亚城 (布达佩斯)
特蕾西亚城（匈牙利語：Terézváros）是布达佩斯的第六区，也是一个较小的区。面积2.38平方公里，人口41784人。

## 位置
该区的北面为十三区，东为十四区，东南为第七区（伊丽莎白城），西为第五区（内城）。

## 历史
18世纪，布达佩斯城墙内的（约今天的小环路以内）没有足够的空间，因此人口开始在布达佩斯郊外地区定居下来。该地区开辟为果园和葡萄园，又开设肉类市场。1750年，有251幢房屋。1790年增加到500多幢，成为佩斯最大的一个郊区，大多为开阔的带庭院的乡村房舍，往往有或大或小的花园。1751年8月4日，玛丽亚·特蕾西亚和约瑟夫二世访问布达佩斯。1777年，将这片郊区命名为特蕾西亚城，以纪念这次访问。1783年6月，在此建立佩斯的第一家工厂，生产丝绸。
19世纪上半叶，该区城市化进程加速，房屋数量几乎增加了一倍，建成区面积扩大，房屋也更加稠密，形成了一些新街道，例如乌鸦街（Holló utca）。该区居民主要是贫穷的工匠和小商贩，道路狭窄泥泞。1771年，开挖了堑壕，以防止鼠疫传入内城。到1825年，该区建立了简陋的学校，教给穷人的孩子最基本的读写教育，545名塞尔维亚，德国，克罗地亚和匈牙利的男孩和女孩在国家学校（现在的骑士街学校）学习匈牙利语字母表。。
1871年，大环路开工建设。安德拉什大街于1872年开始修筑，连结内城区和城市公园，以缓解平行的国王街（Király utca）沉重的交通压力。后来建立了匈牙利国家歌剧院（1884年开幕），八角广场，布达佩斯西站。1873年，布达与佩斯合并时，该区有73,760人，是人口最多的一个区。1882年，该区分为两个区：国王街以北为第六区，以南为第七区（伊丽莎白城）。
匈牙利千年庆典完全改变了该区的形象。欧洲大陆第一条地铁的开通，为该区带来了许多投资。
1873年，布达与佩斯合并时，该区有73,760人，是人口最多的一个区。1882年，该区分为两个区：国王街以北为第六区，以南为第七区（伊丽莎白城）。
千年纪念碑（Milleniumi emlékmű）直到1929年5月26日才正式开幕。1932年所在的广场命名为英雄广场。匈牙利千年庆典的主会场就在此处。
1930年，布达佩斯行政区划调整，特蕾西亚城成为一个较小的区。1970年更下降到2.72平方公里，人口8.8万。今天只有2.38公里²。

## 交通
便捷的地面交通和地铁，使该区成为布达佩斯公共交通最佳的地区之一。火车西站，为匈牙利第一条铁路线的始发站。

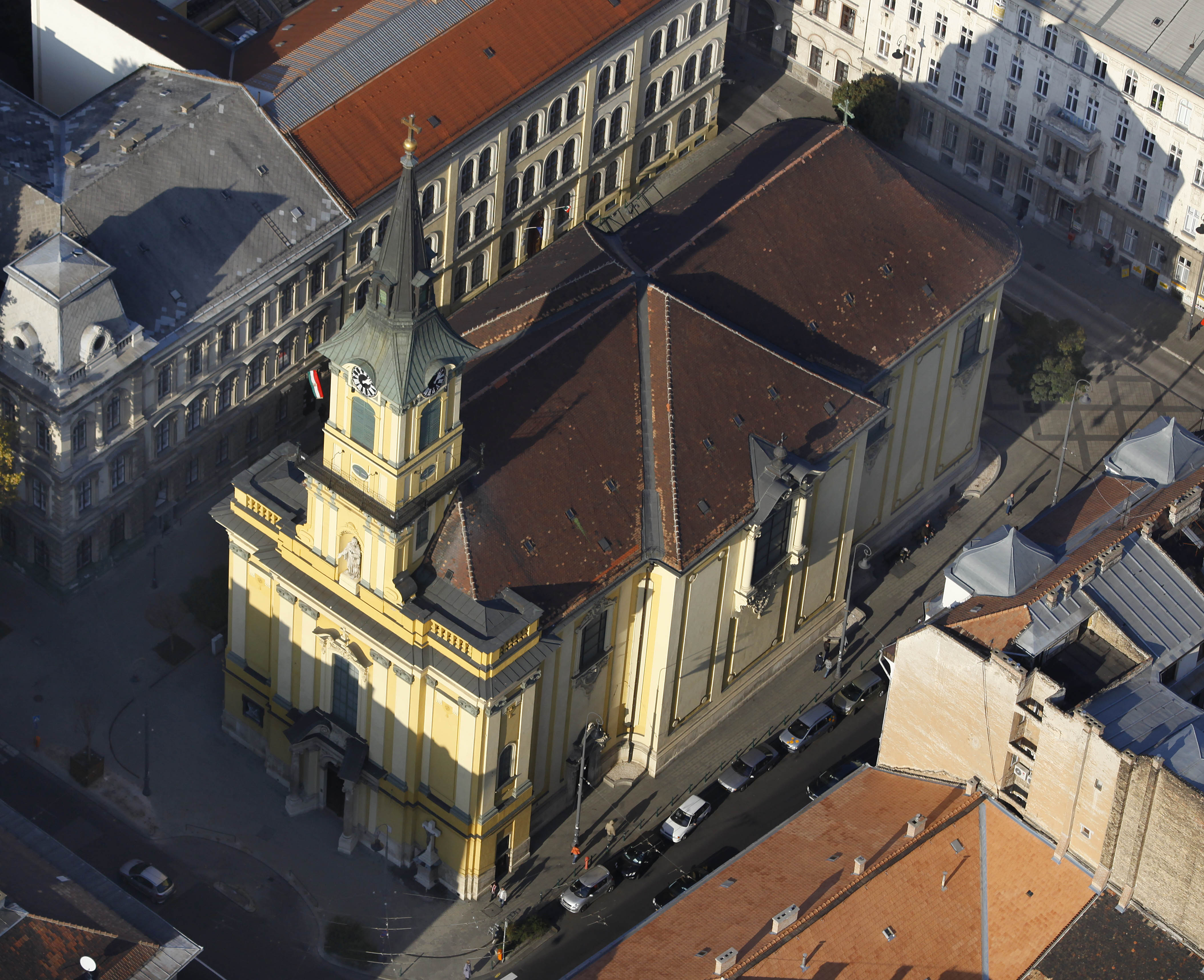
圣德肋撒教堂
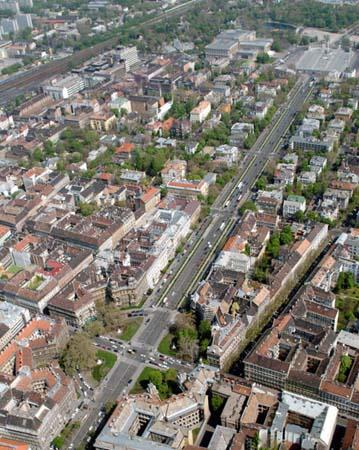
安德拉什大街航拍照片
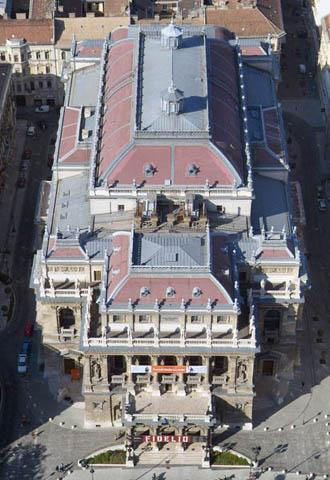
匈牙利国家歌剧院
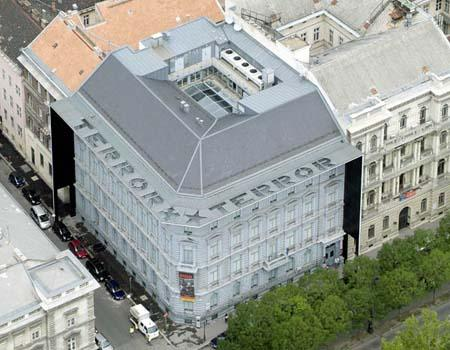
恐怖之屋航拍照片
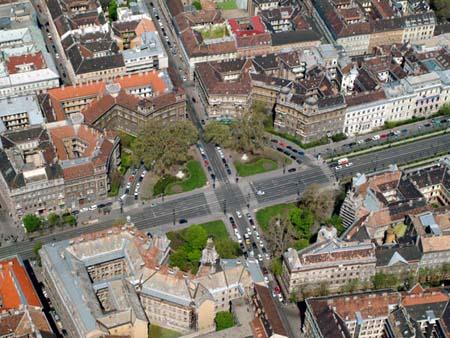
柯达伊马戏团
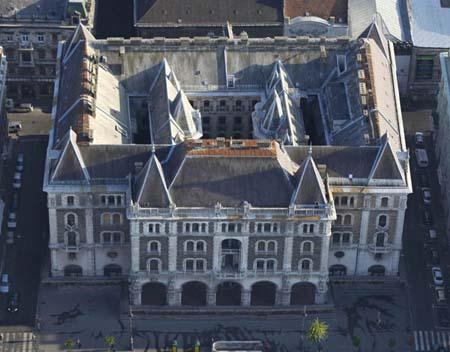
芭蕾舞学院鸟瞰
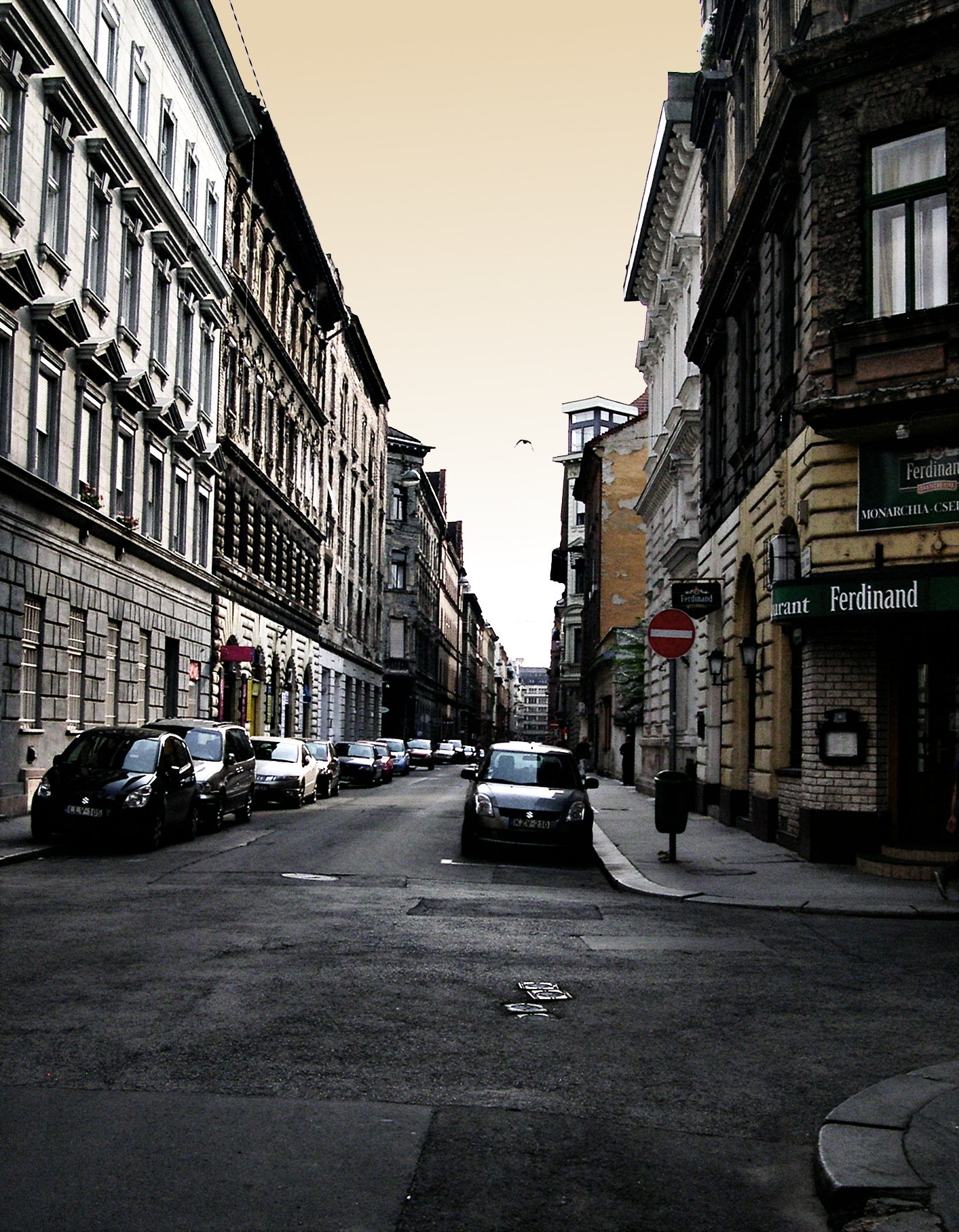
阿拉德街